# Affaire Frère Hounvi
 (2 décembre 2024).
Le texte peut changer fréquemment, n’est peut-être pas à jour et peut manquer de recul. 
Le titre et la description de l'acte concerné reposent sur la qualification juridique retenue lors de la rédaction de l'article et peuvent évoluer en même temps que celle-ci.
L'Affaire Frère Hounvi est l'affaire de l'arrestation ou l’enlèvement de Steeve Amoussou, alias Frère Hounvi, au Bénin. 

## Contexte et critiques politiques
Steeve Amoussou, alias Frère Hounvi, est une personne médiatisée au Bénin. Autoproclamé opposant sans peur au président béninois Patrice Talon, il est connu sur les réseaux sociaux et  s'y présente comme opposant farouche au régime en place au Bénin,.

## Arrestation
Le 12 août 2024 a lieu l’arrestation de Frère Hounvi au Togo,,. La presse parle du kidnapping ou d'enlèvement ,,,,.

## Procès et condamnations
Le 3 septembre 2024, le procureur spécial de la Cour de répression des infractions économiques et du terrorisme (Criet) a condamné Jimmy Gandaho, Géraud Gbaguidi et Ouanilo Medegan Fagla à 24 mois de prison, dont 12 mois ferme, tandis que ce dernier, Directeur général du Centre national d'investigations numériques, est libéré.

## Réactions
Le 20 août 2024, l'Ordre des avocats du Bénin appelle les autorités judiciaires à faire preuve de discernement, en agissant en véritables professionnels, guidées uniquement par le respect strict de nos lois, afin de garantir la démocratie.
En novembre 2024, Christian Eninam Trimua, Secrétaire général du gouvernement togolais, déclare que le mandat d'arrêt international contre les personnes impliquées dans l'enlèvement est annulé en raison du jugement rendu par la Cour de Répression des Infractions Économiques et du Terrorisme (CRIET) au Bénin, lequel empêche toute action judiciaire.